# Virgini intactae (wiersz Kazimierza-Przerwy Tetmajera)
Virgini intactae – sonet Kazimierza Przerwy-Tetmajera, opublikowany w czasopiśmie Życie (1/1898), a następnie w trzeciej serii jego Poezji w 1898. Utwór jest napisany klasycznym polskim jedenastozgłoskowcem ze średniówką po sylabie piątej i rymuje się abba abba ccd dee. Należy do nurtu poezji miłosnej. Został włączony do wyboru erotyków Przerwy-Tetmajera z 2000. Tytuł wiersza znaczy „dziewicy nietkniętej”.
Ust twych więc usta nie tknęły niczyje?
Nikt nie uścisnął twojej drżącej ręki?
Nikt się nie oplótł w twoich włosów pęki,
ani się wessał w twoją białą szyję?
Nikt się nie wsłuchał, jak twe serce bije,
jak omdlewają słów błękitne dźwięki,
a ciała twego kształt smukły i miękki
zdrój tylko widział i wodne lilije?
I nigdy dumne to, królewskie ciało
w niczyich ramion uścisku nie drżało?
pragnienie twoje jest jak blask o wschodzie?
Nigdy w twych oczu słonecznym ogrodzie
nie trysła rozkosz kwiatami złotemi?
Pójdź! Tyś jest szczęściem najwyższym na ziemi!